# Mesopolobus trasullus
Mesopolobus trasullus är en stekelart som först beskrevs av Walker 1839.  Mesopolobus trasullus ingår i släktet Mesopolobus och familjen puppglanssteklar. Arten är reproducerande i Sverige. Inga underarter finns listade i Catalogue of Life.